# 一級玩家
《玩家1号》（英語：Ready Player One）是美國作家歐內斯特·克萊恩（Ernest Cline）的科幻小說，由蘭登書屋於2011年8月16日出版。該書獲得美國圖書館協會青少年圖書館服務協會2012年度亞歷克斯獎，並榮獲2012年普羅米修斯獎。

## 劇情
失去雙親、寄居在刻薄姨媽家的韋德·瓦茲，唯一能感受溫暖的地方就是「綠洲」：人類在「綠洲」選擇分身，追求真實世界不受認可的身分。「綠洲」是韋德唯一的「逃生艙」，那是他的避難所，也是他的遊樂場。
「綠洲」創辦人詹姆士·哈勒代逝世後，留下了沒有指定繼承人的龐大財產。他在綠洲裡藏了程式彩蛋，只要找到彩蛋，就能繼承包括「綠洲」在內的所有哈勒代遺產。一向討厭現實生活、覺得電玩人生比較好過的韋德，從哈勒代的遺囑看到了希望：他能擁有不一樣的生活！對哈勒代生平愛好的電玩、電影、遊戲甚至生活瑣事都無所不知的韋德，試圖解答他設下的重重謎題。
韋德從此把尋找彩蛋當成生活的重心，殊不知，成為「尋蛋客」的那一天起，他也捲入了橫跨虛擬與真實的正邪之爭。在一連串充滿驚奇與鬥智的財產爭奪戰裡，朋友可能是敵人、愛人就是對手，韋德是最終的贏家嗎？一場攸關生死、情感糾葛的冒險旅程即將開始……

## 電影
華納兄弟買下《一級玩家》電影版權。唐納·迪萊恩與恩斯特·克萊恩簽約，同意將小說改編成電影劇本。史蒂芬·史匹柏於2015年3月決定執導電影。2015年9月11日，宣布女主角由奧利薇亞·庫克擔任。電影預計於2017年12月15日上映。2016年2月9日，上映日改至2018年3月30日。2016年2月24日，宣布男主角韋德由泰·謝里丹飾演。

## 轶闻
马斯克的大女儿  薇薇安爆料称“在他们闯祸时候父亲马斯克会逼迫他们阅读一级玩家，且马斯克喜欢一级玩家"https://www.worldjournal.com/wj/story/121469/8645100?fbclid=IwY2xjawJZr5hleHRuA2FlbQIxMAABHbkG-RNS_mvQ070nF59P8WFtLXKxGjFQeGiQSg6eyn0QLvI3MCLCi4nBIA_aem_M8IRk_dQvWWTT9GVqDK06w